# Декаданс (рок-гурт)
Декаданс — український музичний колектив із Запоріжжя.

## Історія гурту
Гурт «Декаданс» заснований у Запоріжжі в січні 1992 року.
Ідея організувати рок-групу прийшла в голову Валентину Терлецькому. Спочатку гурт називався «Свята інквізиція».
Група грала акустичний рок і панк, і швидко обросла шанувальниками.
У 1992 і 1993 роках група виступала на фестивалі «Зорепад».
У 1993 році група змінила назву на «Резонанс» і записала свій перший повноцінний альбом «Діти підвалів».
24 вересня 1994 група успішно виступила на фестивалі «Акустичний Вудсток 94».
3 вересня 1995 група поміняла назву на «Декаданс».
1 травня 1996 в групі з'явився новий гітарист - Володимир Кондратенко (Кондрат).  Це була нова віха в історії «Декаданса». Особливою фішкою команди стало по'єднання важкої гітари і соло на флейті.
14 липня 1996 в групу прийшов новий басист - Олег Мазур.
17 серпня на студії «Юність» Володимир Артем'єв записав новий альбом групи під назвою «Агонія», куди увійшло 14 пісень.
У червні 2000 року пісні групи першими з'явилися в ротації місцевого рок-радіо «Запоріжжя».
1 вересня 2001 в Інтернеті відкривається офіційний сайт групи. Наприкінці 2001 року група стала першим переможцем хіт-параду «Запорізька Сімка» на «Радіо Запоріжжя».
13 липня 2002 року група виступила у фіналі всеукраїнського фестивалю «Перлини сезону» у Запоріжжі, де режисером Володимиром Юр'євим також були відзняті два концертних кліпи на пісні «Чорна пляма» [Архівовано 1 квітня 2016 у Wayback Machine.] і «Миссисипи». 24 серпня група презентувала свій новий альбом «Чорна пляма».
28 червня 2003 року група виступила на 2-му Міжнародному фестивалі «Тамбовський вовк» (Росія, Расказово). У липні виходить подвійний мультимедійний диск «Декаданс Повністю». Кліп «Малхолланд Драйв» з'являється в ротації на багатьох всеукраїнських телеканалах.
20 травня 2005 «Декаданс» виступив на «Євробаченні» в Києві, на Трухановому острові.
13 жовтня 2005 група виступила на першому Всеукраїнському фестивалі альтернативної музики «За Поріг» у Запоріжжі. Виходить альбом "Інтим".
12 травня 2007 в Запоріжжі на Дні пива група виступила спільно з монстрами російського року - групою «ЧАЙФ». Виходить новий альбом "Глибина".
За підсумками 2008 року гурт став переможцем у конкурсі «The Best! Запоріжжя-2008 ».
У серпні 2009 року в групі з'являється новий барабанщик - Андрій Бударин (Буда). В цьому ж році пісня гурту «Любиш зверху» з нового альбому «POSTERNA любоff» вийшла у всеукраїнському збірнику «Євшанзілля 4».
У 2010 році гурт разом із запорізькою співачкою Юлею Куценко знімає кліп на пісню «Світ розколовся на твоє і моє» [Архівовано 31 березня 2016 у Wayback Machine.].
У 2012 році група святкує своє 20-річчя на сцені великим сольним концертом, де презентує документальний фільм про гурт "Декаданс. 20 лет рок-н-ролла". А також випускає новий подвійний диск «Это наше / Posterna ЛюбOFF».
А в червні 2013 року в групі з'являється нова учасниця - саксофоністка Наталія Сєрякова.
2017 року група стала переможцем Всеукраїнського фестивалю "Рок-сезон", призом якого стали зйомки кліпа на пісню "Людина" (вийшов 2018).
У 2021 році вийшов новий альбом групи "Душа".
5.06.2022 року помер Володимир Кондратенко...
2023 рік - група готується до видання нового альбому "Нове життя".

## Учасники гурту
- Валентин Терлецький (вокал, тексти, музика, гітара, губна гармоніка, скрипка)
- Володимир Кондратенко (гітара, бек-вокал) R.I.P.
- Олег Мазур (бас-гітара, бек-вокал)
- Андрій Бударін (барабани)
- Наталія Сєрякова (саксофон)

## Дискографія
- «Дети подвалов» (1993)
- «Агония» (1996)
- «Будни» (2000)
- «Чорна пляма» (2002)
- «Інтим» (2005)
- «Глибина» (2007)
- «Подвійний диск «Это наше/Posterna ЛюбOFF» (2012)
- «Душа» (2021) [Архівовано 9 липня 2021 у Wayback Machine.]
- "Нове життя" (готується до виходу)

## Відеокліпи
- «Апокалипсис» [Архівовано 28 березня 2016 у Wayback Machine.] (1995)
- «Чорна пляма» [Архівовано 1 квітня 2016 у Wayback Machine.] (2002)
- «Міссісіпі» (2002)
- «Малхолланд Драйв» (2003)
- «Перышки» [Архівовано 30 березня 2016 у Wayback Machine.] (2005)
- «Світ розколовся на твоє і моє» [Архівовано 31 березня 2016 у Wayback Machine.] (2010)
- «Людина» (2018) [Архівовано 9 липня 2021 у Wayback Machine.]
- "У вічності безліч облич" (2021)